# Никола Кокалевски
Никола Гюров (Гюрев) Кокалевски е български революционер, деец на Вътрешната македоно-одринска революционна организация и на Върховния македоно-одрински комитет.

## Биография
Кокалевски е роден в 1873 година в мияшкото село Лазарополе. Кокалевски е правнук на възрожденеца Гюрчин Кокале. Влиза във ВМОРО. През зимата на 1898/1899 година заминава при зет си Тома Хаджиевски в Русе на печалба. Там се включва в дейността на Македонската организция и по препотъка на Сарафов, Протогеров, Балтов и Сугарев той и Кръстьо Алексов се записват в Русенското стрелково дружество, за да бъдат обучени за четническа дейност. В 1901 година започват да установяват връзки с младежи от Дебърско и Реканско, установили се в Североизточна България и привличат 15 души. Сред тях са Иван Кръстев Терзиев от Тресонче, Стефан Неделков от Мешеища, Коце Заиров от Тетово. През пролетта на 1902 година четата пристига в София. Срещат се с водача на ВМОК генерал Цончев и с върховистките войводи Максим Ненов и Павел Караасанов, които им обясняват, че централитите не дават канал за вътрешността като Ненов им предлага да се присъединят към неговата чета. Централисткият водач Делчев ги съветва да не бързат да навлизат в Македония. Повечето от четниците, между които Алексов, Неделков и Зафиров, остават в София като някои се присъединяват към Ненов, а останалите - Караасанов, Терзиев от Тресонче, дедо Миле Керела, Тале Кръстев от Галичник, Христо Йосифов и Кокалевски от Лазарополе и още трима тръгват за вътрешността по канал на Делчев. За войвода е определен Караасанов, а за секретар Делчев им праща Никола Пешков. Четата от 10 души тръгва на 11 април от София и на 12 април пристига с влака във Враня, където трябва да ги посрещне куриера Тале от Прилеп, минаваш за търговец на въжета. Тале обаче случайно разкрива преминаването на четата и във Враня те са арестувани и бити от сръбските власти. Върнати са в Ниш, затворени в затвора и отново бити с камшици. От Ниш са откарани в Белград, където отново са измъчвани. Василко Георгиев Кокалевски от Лазарополе ходатайства пред Вътрешното министерство и след три дена четата е върната в България.
Кокалевски заедно с Караасанов и Терзиев заминава към края на април 1902 година за Пловдив, където с помощта на Михаил Томовски от Галичник си вадят османски паспорти с фалшиви имена На 1 май минават границата при Батак и през Старчища заминават за Кичевско, където се присъединяват към четата на Янаки Янев. Кокалевски е нелегален четник на Организацията от 1902 година до 1908 година, като взима участие и в Илинденско-Преображенското въстание през лятото на 1903 година. Ранен е при сражението в местността Лингура при село Гюгянци, Кратовско.
На 9 февруари 1943 година, като жител на Перущица, подава молба за българска народна пенсия, която е одобрена и пенсията е отпусната от Министерския съвет на Царство България.
- Животописна бележка на Кокалевски към молбата му за българска пенсия, 9 февруари 1943 г.
- Животописна бележка на Кокалевски към молбата му за българска пенсия, 9 февруари 1943 г.
- Животописна бележка на Кокалевски към молбата му за българска пенсия, 9 февруари 1943 г.
- Удостоверение на Кокалевски от Перущенската община към молбата му за българска пенсия, 15 февруари 1943 г.
- Удостоверение на Кокалевски от Илинденската организация към молбата му за българска пенсия, 19 февруари 1943 г.